# Meitoku

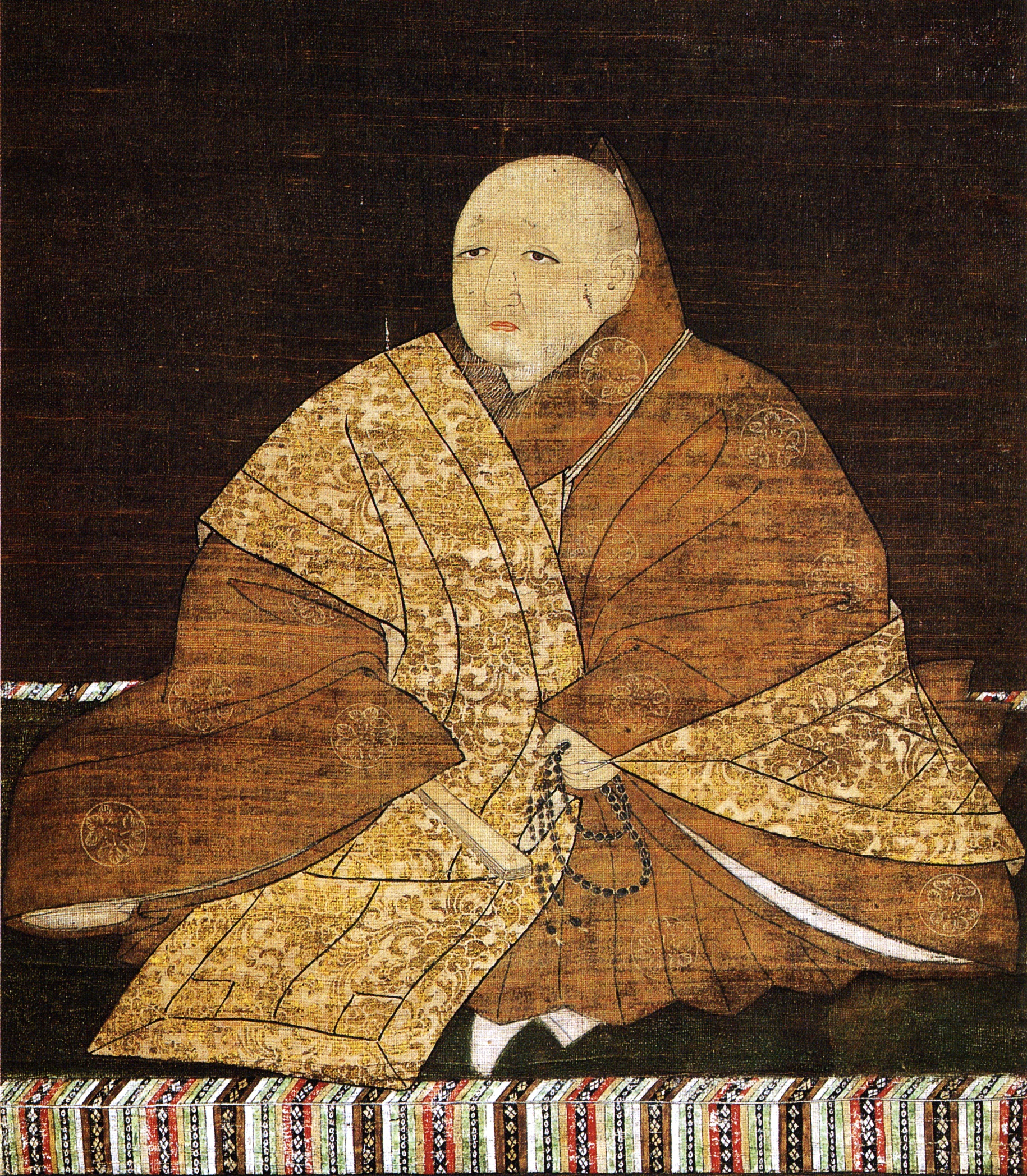
Shogunen Yoshimitsu Ashikaga använde Meitokuupproret år meitoku 2 till att stärka sin ställning i det unga shogunatet.

Meitoku (japanska: 明徳?, meitoku), 1390/1392–1394 är en period i den japanska tideräkningen. Perioden inleddes vid den norra tronen i det delade landet. Kejsare var Go-Komatsu och vid södra tronen fram till 1392 Go-Kameyama. Shogun var Ashikaga Yoshimitsu.
Efter uppdelningen av landet under Nanboku-chō-eran återförenades norra och södra Japan år meitoku 3 eller genchū 9 (1392). Södra tronens kejsare abdikerade då.
Perioden har gett namn åt det så kallade Meitokuupproret år meitoku 2 (1391).